# Patscherkofel
De Patscherkofel is een 2246 meter hoge berg enkele kilometers ten zuiden van Innsbruck in de Oostenrijkse deelstaat Tirol. De berg wordt door de autochtone bevolking ook wel Hausberg genoemd. Gelegen bij de noordoostelijke ingang van het Wipptal, dat naar de Brennerpas leidt, vormt de Patscherkofel met zijn ronde, onbeboste top een van de meest in het oog springende bergtoppen ten zuiden van Innsbruck. De berg is bereikbaar vanaf Aldrans, Ellbögen, Igls, Lans, Patsch, Rinn, Sistrans en Tulfes; enkel Igls heeft een kabelbaanverbinding naar de top van de berg.
Tijdens de Olympische Winterspelen van 1964 en 1976 vonden hier de wedstrijden in de disciplines ski alpine plaats met als bekendste wel de legendarische afdeling op de Olympiaabfahrt van Franz Klammer in 1976. Ook wordt de berg sinds eind jaren 80 regelmatig voor wedstrijden voor de Wereld- en Europacup gebruikt. In seizoen 1998/99 vond de grootste overwinning ooit van een landenteam voor de Wereldcup plaats. De Super G werd met plaats 1 tot en met 9 volledig gedomineerd door het Oostenrijkse (ÖSV) heren ski team met op plaats 1 een andere legende: Hermann Maier. Op de flank van de Patscherkofel, even boven het plaatsje Igls bevindt zich de bobslee en rodelbaan waar al sinds 1935 wereldbekerwedstrijden worden gehouden. Voor de Olympische Winterspelen 1964 werd deze omgevormd tot een kunstijsbaan voor de disciplines bobsleeën en het rodelen.
Boven op de Patscherkofel staat een 24/7 bemand zendstation met zenders van de Oostenrijkse publieke omroep ORF ten bate van verspreiding van televisie- en radio-uitzendingen. Voor radio-uitzendingen wordt gebruikgemaakt van een ultrakortegolfzender (FM-zender). De zendinstallatie heeft een vermogen van 50 kW en hierdoor reikt het verzorgingsgebied in het middelste gedeelte van het Inndal van Telfs tot aan Schwaz, met medeneming van het noordelijke deel van het Wipptal. Op de top bevindt zich een weerstation. 
De Patscherkofel ligt in het beschermd natuurgebied Patscherkofel-Zirmberg, dat een deel van de Tuxer Alpen omvat ten zuiden van Innsbruck. De Patscherkofel en de naar het oosten gelegen bergketen bieden een goed uitzicht naar het noorden over het Inndal naar het Karwendel. Belangrijke bergtoppen in dit gebied zijn, naast de Patscherkofel, de Viggarspitze (2306 meter) en de Neunerspitze (2285 meter). De noordzijde van het beschermd natuurgebied gaat geleidelijk over in het Inndal. De zuidzijde daarentegen gaat echter via steile, beboste hellingen over in het Viggartal. De Zirmberg, zoals het gehele gebied vanwege de hier voornamelijk aanwezige Zirben (een soort pijnboom) ook wel wordt genoemd, is een beschermd natuurgebied sinds 1942.